# Calentamiento intermitente
El calentamiento intermitente es una tecnología postcosecha consistente en exposiciones cíclicas a una temperatura superior a la de conservación frigorífica convencional de un producto sensible al frío con duración e intensidad variable. 
Su principal objetivo es reducir los daños por frío y podredumbres asociadas en los frutos cítricos, frutas de hueso, frutas tropicales o tomate. El primer ciclo debe aplicarse antes de que la inducción de daños sea irreversible. Los calentamientos suelen promover la maduración progresiva del fruto y por tanto el mismo suele tener mejor aceptación sensorial, pero también textura más blanda. Los alargamientos de vida comercial tomando como criterio la reducción de daños por frío y podredumbres asociadas pueden ser del 50-100%. Esta tecnología tiene tienen efectos sinérgicos que ayudan a reducir las dosis de fungicidas postcosecha.
Los ciclos de calentamiento son de 1-2 días a 18-20 °C (temperaturas de maduración) cada 6 días de conservación (frutas climatéricas conservadas entre 0-10 °C) o 6-14 días (cítricos). Unas temperaturas inferiores a éstas pueden producir maduración anormal o no ser suficientes e incluso provocar aumento de daños por frío, o solamente aliviar aquellos con sintomatología más externa.
Entre  los sítnomas externos de daño por frío que alivia este tratamiento están el picado y la escaldadura, mientras que  los internos pueden ser harinosidad (textura harinosa), pardeamiento interno o gelificación interna.